# Air Transport Command

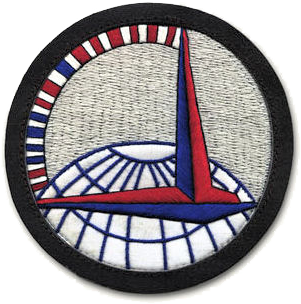
Emblème du Air Transport Command.

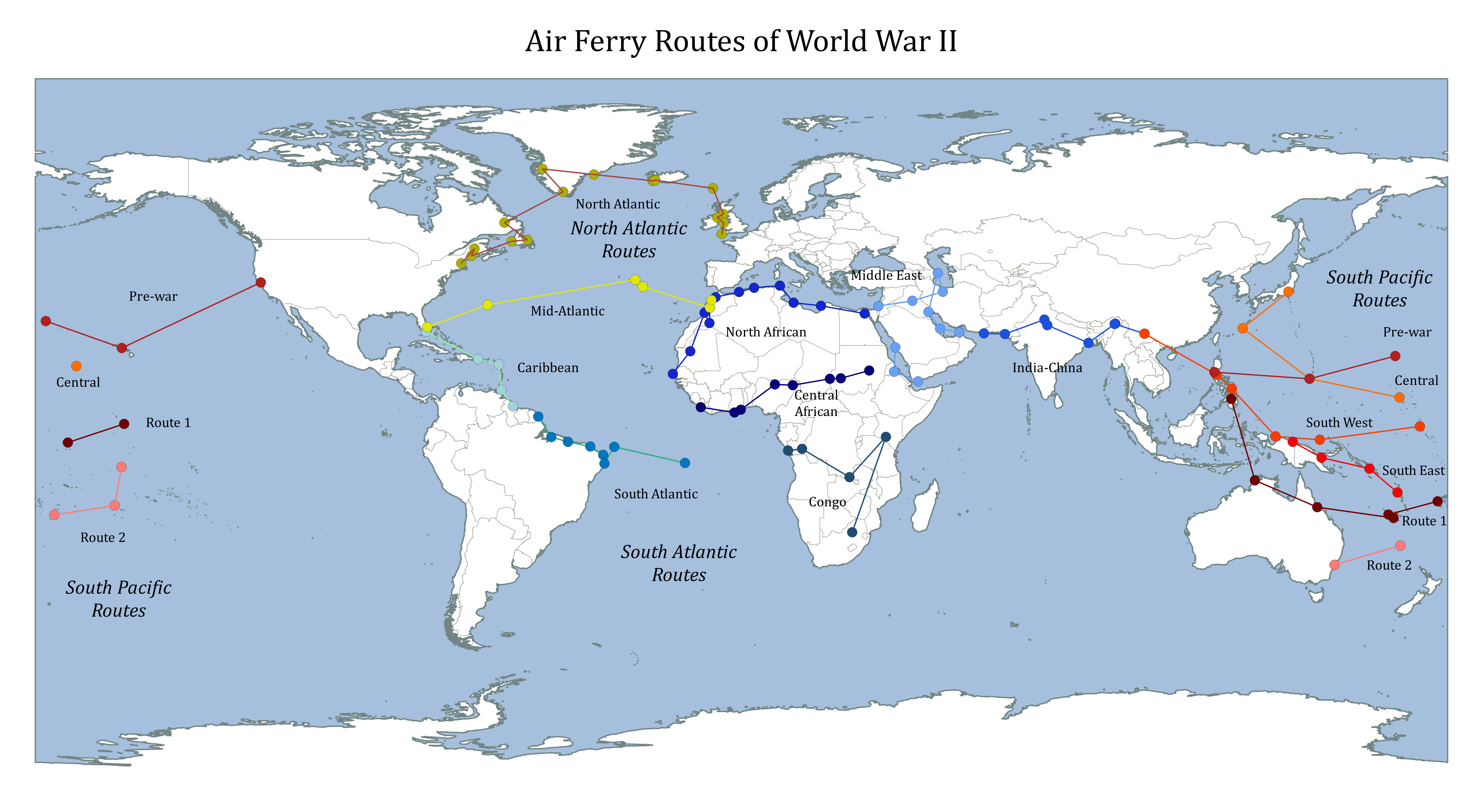
Routes aériennes utilisé par l'ATC durant la Seconde Guerre mondiale.

L'Air Transport Command (ATC) est une unité inactive de l'United States Army Air Forces. Créée en juin 1942 à partir du Air Corps Ferry Command fondé en mai 1941, sa mission consistait à répondre aux demandes urgentes des bases militaires américaines à travers le monde pendant la Seconde Guerre mondiale. Pour y parvenir, elle utilisait un système de transport aérien pour complémenter les systèmes de transport terrestre. L'ATC offrait aussi un système de transport aérien au personnel militaire américain. Elle fut le précurseur du Military Air Transport Service (établi en 1948), lequel fut renommé Military Airlift Command en 1966 et qui s'appelle au début du XXIe siècle Air Mobility Command.

## Effectifs
- Juin 1942 (création) : 11 000 personnes
- Décembre 1942 : 30 518 personnel; 346 avions de transports
- Aout 1945 : 209 201 personnes ; 3 224 avions de transports[2]